# دیشا پارمار
دیشا پارمار (به انگلیسی: Disha Parmar) (زاده ۱۱ نوامبر ۱۹۹۴) بازیگر و مدل هندی است. او بیشتر به خاطر نقش اصلی خود در نقش پانخوری در درام پیار کا داراد های مهتا مهتا پیارا پیارا شناخته می شود.  

## اوایل زندگی
دیشا پارمار تحصیلات خود را در مدرسه بین المللی سادو واسوانی دهلی به پایان رساند. او در طول تحصیلات متوسطه خود به شرکت در مسابقات رقص، نمایش و نمایش مد ادامه داد.

## زندگی شخصی
دیشا در سال 2020 با راهول وایدیا ازدواج کرد. 

## حرفه
او به مدت یک سال در شرکت Elite Model Management India Pvt مستقر در دهلی کار کرد. زمانی که راجشری پروداکشن تستی را ترتیب داد، در تست بازیگری شرکت کرد و برای نقش اصلی پانکوری در پیار کا درد های انتخاب شد، او هفده ساله بود که برای این نقش انتخاب شد. دیشا پارمار در چندین آگهی چاپی و تجاری در دهلی ظاهر شد.  او تحصیلات خود را در اواسط راه رها کرد زیرا به او پیشنهاد شد که در Pyaar Ka Dard Hai Meetha Meetha Pyaara Pyaara نمایشی به عنوان Pankhori داشته باشد.    او به کار در سریال‌ها و همچنین تبلیغات ادامه داد. 